# Беллангревиль
Беллангреви́ль (фр. Bellengreville) — коммуна во Франции, находится в регионе Нижняя Нормандия. Департамент коммуны — Кальвадос. Входит в состав кантона Бургебюс. Округ коммуны — Кан.
Код INSEE коммуны — 14057.

## Население
Население коммуны на 2010 год составляло 1596 человек.
| 1962 | 1968 | 1975 | 1982 | 1990 | 1999 | 2010 |
| ---- | ---- | ---- | ---- | ---- | ---- | ---- |
| 482  | 511  | 498  | 780  | 1391 | 1412 | 1596 |

## Экономика
В 2010 году среди 1105 человек трудоспособного возраста (15—64 лет) 809 были экономически активными, 296 — неактивными (показатель активности — 73,2 %, в 1999 году было 70,4 %). Из 809 активных жителей работали 728 человек (382 мужчины и 346 женщин), безработных было 81 (43 мужчины и 38 женщин). Среди 296 неактивных 99 человек были учениками или студентами, 128 — пенсионерами, 69 были неактивными по другим причинам.